# Тарасова криниця
Тарасова криниця — гідрологічна пам'ятка природи місцевого значення. Об'єкт розташований на території Черкаського району Черкаської області, околиця села Михайлівки.
Площа — 0,1 га, статус отриманий у 1983 році.
Під охороною підземне мінеральне джерело, красивий ландшафт, місце відпочинку. За місцевим переказом, тут був і пив джерельну воду Тарас Шевченко.